# Phylloscopus trochiloides
Phylloscopus trochiloides là một loài chim trong họ Phylloscopidae.